# Моховая Рахманка
 Моховая Рахманка — село Торбеевского района Республики Мордовия в составе Красноармейского сельского поселения. 

## География
Находится на расстоянии примерно 10 километров по прямой на северо-восток от районного центра поселка Торбеево.

## История
Известно с 1869 года как  владельческая деревня Краснослободского уезда из 32 дворов.

## Население
Постоянное население составляло 41 человек (русские 88%) в 2002 году, 25 в 2010 году .